# Parlamentarna republika
Parlamentarna republika ili parlamentarna ustavna republika predstavlja republikanski oblik vladavine temeljen na parlamentarnom sustavu u kome je izvršna vlast ili njen najvažniji dio utjelovljen u šefu vlade prije svega odgovorna parlamentu koji je bira.
Šef države, odnosno predsjednik republike, u pravilu nema neke značajne izvršne ovlasti, te ga najčešće kao nestranačku osobu o kojoj postoji konsenzus vodećih stranaka bira parlament kvalificiranom većinom. U nekim parlamentarnim republikama se, pak, šef države bira na neposrednim izborima od građana.
Ako šef države ima značajne ovlasti ili ih dijeli sa šefom vlade, tada se govori polupredsjedničkoj republici. U nekim državama, kao što je Južnoafrička Republika, predsjednika bira parlamenta, ali on u sebi koncentrira svu izvršnu vlast pa se tada govori o predsjedničkoj republici.
Parlamentarnoj republici je po uređenju najbliža parlamentarna monarhija, a iz tog sistema su i evoluirale neke parlamentarne republike koje se danas nalaze u sastavu Commonwealtha, odnosno gdje je generalnog guvernera kao predstavnika britanske kraljice zamijenio od strane nacionalnog parlamenta postavljeni predsjednik.